# Болленгут

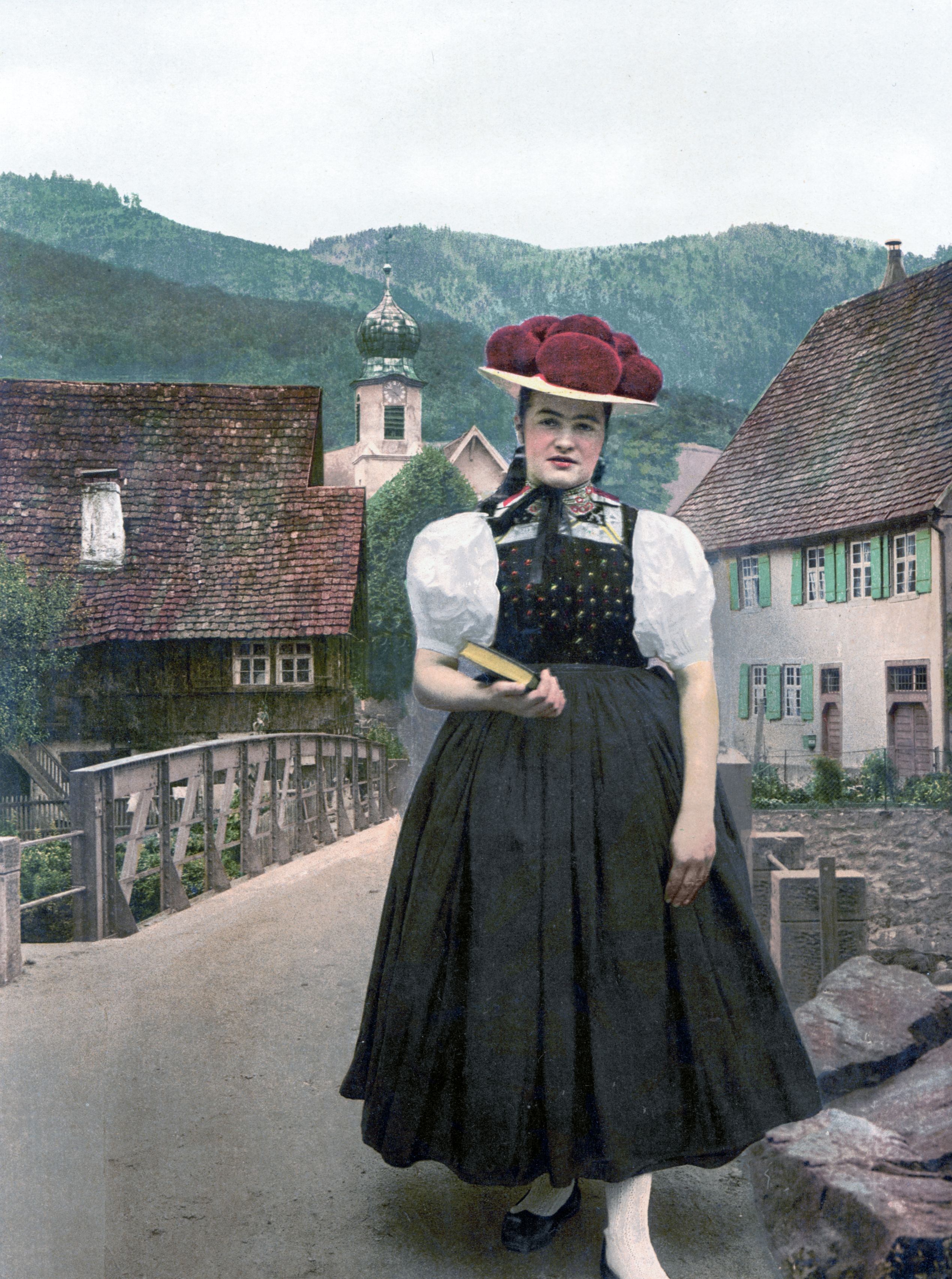
Мешканка Шварцвальду в національному одязі близько 1900

Болленгут — називають капелюшок, який близько з 1750 року належить до традиційного євангелійського вбрання жінок трьох общин у Шварцвальді: Гутах, Кірнбах та Горгберг-Райхенбах. Це солом'яний капелюшок, на якому зверху пришиті 14 помпонів з шерсті. На капелюшку видно тільки 11 помпонів, тому що 3 з них прикриті всіма іншими. Неодружені дівчата носять капелюшки червоного кольору а одружені — чорного. Цей капелюшок з помпонами важить до 2 кілограмів і виготовляється лише майстринею, яка перейняла ремесло від своєї мами. Червоний капелюшок одягяють вперше до миропомазання.